# Blanca van Castilië
Blanca van Castilië (ook: Blanche van Castilië) (Palencia, 4 maart 1188 — Melun, 27 november 1252) was als echtgenote van koning Lodewijk VIII koningin van Frankrijk en na de dood van haar echtgenoot ook lange tijd regentes van het koninkrijk.
Ze was een dochter van koning Alfons VIII van Castilië en Eleonora van Engeland. Zij werd door een verdrag (januari 1200) tussen de koningen Filips Augustus van Frankrijk en Jan zonder Land van Engeland verloofd met de Franse kroonprins Lodewijk (1187-1226), de latere Lodewijk VIII. Het huwelijk vond plaats op 23 mei 1200 in Pont-Audemer (Normandië). Uit dit huwelijk kwamen veertien kinderen voort:
1. Blanche (1205-1206)
2. Agnes (1207-1207)
3. Filips (9 september 1209 - 1218)
4. Alphonsus en
5. Jan (1213-1213), tweeling
6. Louis (de latere Lodewijk IX) (25 april 1214 - 25 augustus 1270)
7. Robert (25 september 1216 - 9 februari 1250)
8. Filips (1218-1220)
9. Jan Tristan (21 juli 1219 - 1232)
10. Alfons van Toulouse (11 november 1220 - 21 augustus 1271)
11. Filips Dagobert (20 februari 1222 - 1232)
12. Isabella van Frankrijk (juni 1225 - 23 februari 1269)
13. Stefan (geboren en gestorven in 1226)
14. Karel I van Sicilië (maart 1227 - 7 januari 1285).

Toen haar echtgenoot in november 1226 overleed, in volle kruistocht tegen de katharen, werd Blanca plots regentes voor haar twaalfjarige zoon Lodewijk IX, in een koninkrijk aan de rand van de opstand. Met steun van de pauselijk legaat Frangipani wist zij met succes haar gezag te herstellen over rebellerende vazallen en kon zij met name Chartres, Blois en Languedoc voor haar zoon herwinnen. Vanaf de meerderjarigheid van Lodewijk IX in 1234, betrok zij hem langzamerhand steeds méér bij de regeringstaken, zonder zichzelf echter volledig terug te trekken.
Nadat Lodewijk IX, ondanks de waarschuwingen van zijn moeder, in 1248 inscheepte voor de Zevende Kruistocht, werd zij opnieuw alleen gevolmachtigd regentes. De kruistocht leek haar een geldverslindende en gevaarlijke onderneming en het verloop van de geschiedenis heeft haar gelijk gegeven. Blanca van Castilië zou haar beide zoons niet meer terugzien. Robert I van Artesië sneuvelde in El-Mansoera en Lodewijk zou pas terugkeren in Parijs toen zijn moeder was begraven.
In 1250 had zij nog af te rekenen met de zogeheten pastoureaux, opstandige landlieden die al plunderend door Frankrijk trokken. Dat werd haar laatste optreden. In 1251 verergerde de hartkwaal waaraan ze reeds enkele jaren leed. Zij besloot zich terug te trekken in het cisterciënzerklooster van Maubuisson, dat zij tien jaar eerder gesticht had en waar zij op 12 november 1252 overleed op de leeftijd van 64 jaar.

## Kwartierstaat
| Alfons VII van León en Castilië (1105-1157) | Alfons VII van León en Castilië (1105-1157) | Alfons VII van León en Castilië (1105-1157) | Alfons VII van León en Castilië (1105-1157) | Alfons VII van León en Castilië (1105-1157) | Alfons VII van León en Castilië (1105-1157) | Berengaria van Barcelona (1108-1149)    | Berengaria van Barcelona (1108-1149)    | Berengaria van Barcelona (1108-1149)    | Berengaria van Barcelona (1108-1149)    | Berengaria van Barcelona (1108-1149) | Berengaria van Barcelona (1108-1149) |                                      |                                      | García IV van Navarra (ca. 1112-1150) | García IV van Navarra (ca. 1112-1150) | García IV van Navarra (ca. 1112-1150) | García IV van Navarra (ca. 1112-1150) | García IV van Navarra (ca. 1112-1150) | García IV van Navarra (ca. 1112-1150) | Margaretha de l'Aigle (1104-1141) | Margaretha de l'Aigle (1104-1141) | Margaretha de l'Aigle (1104-1141) | Margaretha de l'Aigle (1104-1141) | Margaretha de l'Aigle (1104-1141)  | Margaretha de l'Aigle (1104-1141)  |                                    |                                    | Godfried V van Anjou (1113-1151)   | Godfried V van Anjou (1113-1151)   | Godfried V van Anjou (1113-1151) | Godfried V van Anjou (1113-1151) | Godfried V van Anjou (1113-1151)    | Godfried V van Anjou (1113-1151)    | Mathilde van Engeland (ca. 1102-1167) | Mathilde van Engeland (ca. 1102-1167) | Mathilde van Engeland (ca. 1102-1167) | Mathilde van Engeland (ca. 1102-1167) | Mathilde van Engeland (ca. 1102-1167) | Mathilde van Engeland (ca. 1102-1167) |                                    |                                    | Willem X van Aquitanië (1099-1137) | Willem X van Aquitanië (1099-1137) | Willem X van Aquitanië (1099-1137)    | Willem X van Aquitanië (1099-1137)    | Willem X van Aquitanië (1099-1137)    | Willem X van Aquitanië (1099-1137)    | Aénor van Châtellerault (ca. 1103-1130) | Aénor van Châtellerault (ca. 1103-1130) | Aénor van Châtellerault (ca. 1103-1130) | Aénor van Châtellerault (ca. 1103-1130) | Aénor van Châtellerault (ca. 1103-1130) | Aénor van Châtellerault (ca. 1103-1130) |  |  |  |  |  |  |  |  |  |  |  |  |  |  |  |  |  |  |  |  |  |  |  |  |  |  |  |  |  |  |  |  |  |  |  |  |  |  |  |  |  |  |  |  |  |  |  |  |
| Alfons VII van León en Castilië (1105-1157) | Alfons VII van León en Castilië (1105-1157) | Alfons VII van León en Castilië (1105-1157) | Alfons VII van León en Castilië (1105-1157) | Alfons VII van León en Castilië (1105-1157) | Alfons VII van León en Castilië (1105-1157) | Berengaria van Barcelona (1108-1149)    | Berengaria van Barcelona (1108-1149)    | Berengaria van Barcelona (1108-1149)    | Berengaria van Barcelona (1108-1149)    | Berengaria van Barcelona (1108-1149) | Berengaria van Barcelona (1108-1149) |                                      |                                      | García IV van Navarra (ca. 1112-1150) | García IV van Navarra (ca. 1112-1150) | García IV van Navarra (ca. 1112-1150) | García IV van Navarra (ca. 1112-1150) | García IV van Navarra (ca. 1112-1150) | García IV van Navarra (ca. 1112-1150) | Margaretha de l'Aigle (1104-1141) | Margaretha de l'Aigle (1104-1141) | Margaretha de l'Aigle (1104-1141) | Margaretha de l'Aigle (1104-1141) | Margaretha de l'Aigle (1104-1141)  | Margaretha de l'Aigle (1104-1141)  |                                    |                                    | Godfried V van Anjou (1113-1151)   | Godfried V van Anjou (1113-1151)   | Godfried V van Anjou (1113-1151) | Godfried V van Anjou (1113-1151) | Godfried V van Anjou (1113-1151)    | Godfried V van Anjou (1113-1151)    | Mathilde van Engeland (ca. 1102-1167) | Mathilde van Engeland (ca. 1102-1167) | Mathilde van Engeland (ca. 1102-1167) | Mathilde van Engeland (ca. 1102-1167) | Mathilde van Engeland (ca. 1102-1167) | Mathilde van Engeland (ca. 1102-1167) |                                    |                                    | Willem X van Aquitanië (1099-1137) | Willem X van Aquitanië (1099-1137) | Willem X van Aquitanië (1099-1137)    | Willem X van Aquitanië (1099-1137)    | Willem X van Aquitanië (1099-1137)    | Willem X van Aquitanië (1099-1137)    | Aénor van Châtellerault (ca. 1103-1130) | Aénor van Châtellerault (ca. 1103-1130) | Aénor van Châtellerault (ca. 1103-1130) | Aénor van Châtellerault (ca. 1103-1130) | Aénor van Châtellerault (ca. 1103-1130) | Aénor van Châtellerault (ca. 1103-1130) |  |  |  |  |  |  |  |  |  |  |  |  |  |  |  |  |  |  |  |  |  |  |  |  |  |  |  |  |  |  |  |  |  |  |  |  |  |  |  |  |  |  |  |  |  |  |  |  |
|                                             |                                             |                                             |                                             |                                             |                                             |                                         |                                         |                                         |                                         |                                      |                                      |                                      |                                      |                                       |                                       |                                       |                                       |                                       |                                       |                                   |                                   |                                   |                                   |                                    |                                    |                                    |                                    |                                    |                                    |                                  |                                  |                                     |                                     |                                       |                                       |                                       |                                       |                                       |                                       |                                    |                                    |                                    |                                    |                                       |                                       |                                       |                                       |                                         |                                         |                                         |                                         |                                         |                                         |  |  |  |  |  |  |  |  |  |  |  |  |  |  |  |  |  |  |  |  |  |  |  |  |  |  |  |  |  |  |  |  |  |  |  |  |  |  |  |  |  |  |  |  |  |  |  |  |
|                                             |                                             |                                             |                                             | Sancho III van Castilië (ca. 1134-1158)     | Sancho III van Castilië (ca. 1134-1158)     | Sancho III van Castilië (ca. 1134-1158) | Sancho III van Castilië (ca. 1134-1158) | Sancho III van Castilië (ca. 1134-1158) | Sancho III van Castilië (ca. 1134-1158) |                                      |                                      |                                      |                                      |                                       |                                       | Blanca van Navarra (na 1133-1156)     | Blanca van Navarra (na 1133-1156)     | Blanca van Navarra (na 1133-1156)     | Blanca van Navarra (na 1133-1156)     | Blanca van Navarra (na 1133-1156) | Blanca van Navarra (na 1133-1156) |                                   |                                   |                                    |                                    |                                    |                                    |                                    |                                    |                                  |                                  | Hendrik II van Engeland (1133-1189) | Hendrik II van Engeland (1133-1189) | Hendrik II van Engeland (1133-1189)   | Hendrik II van Engeland (1133-1189)   | Hendrik II van Engeland (1133-1189)   | Hendrik II van Engeland (1133-1189)   |                                       |                                       |                                    |                                    |                                    |                                    | Eleonora van Aquitanië (1122/24–1204) | Eleonora van Aquitanië (1122/24–1204) | Eleonora van Aquitanië (1122/24–1204) | Eleonora van Aquitanië (1122/24–1204) | Eleonora van Aquitanië (1122/24–1204)   | Eleonora van Aquitanië (1122/24–1204)   |                                         |                                         |                                         |                                         |  |  |  |  |  |  |  |  |  |  |  |  |  |  |  |  |  |  |  |  |  |  |  |  |  |  |  |  |  |  |  |  |  |  |  |  |  |  |  |  |  |  |  |  |  |  |  |  |
|                                             |                                             |                                             |                                             | Sancho III van Castilië (ca. 1134-1158)     | Sancho III van Castilië (ca. 1134-1158)     | Sancho III van Castilië (ca. 1134-1158) | Sancho III van Castilië (ca. 1134-1158) | Sancho III van Castilië (ca. 1134-1158) | Sancho III van Castilië (ca. 1134-1158) |                                      |                                      |                                      |                                      |                                       |                                       | Blanca van Navarra (na 1133-1156)     | Blanca van Navarra (na 1133-1156)     | Blanca van Navarra (na 1133-1156)     | Blanca van Navarra (na 1133-1156)     | Blanca van Navarra (na 1133-1156) | Blanca van Navarra (na 1133-1156) |                                   |                                   |                                    |                                    |                                    |                                    |                                    |                                    |                                  |                                  | Hendrik II van Engeland (1133-1189) | Hendrik II van Engeland (1133-1189) | Hendrik II van Engeland (1133-1189)   | Hendrik II van Engeland (1133-1189)   | Hendrik II van Engeland (1133-1189)   | Hendrik II van Engeland (1133-1189)   |                                       |                                       |                                    |                                    |                                    |                                    | Eleonora van Aquitanië (1122/24–1204) | Eleonora van Aquitanië (1122/24–1204) | Eleonora van Aquitanië (1122/24–1204) | Eleonora van Aquitanië (1122/24–1204) | Eleonora van Aquitanië (1122/24–1204)   | Eleonora van Aquitanië (1122/24–1204)   |                                         |                                         |                                         |                                         |  |  |  |  |  |  |  |  |  |  |  |  |  |  |  |  |  |  |  |  |  |  |  |  |  |  |  |  |  |  |  |  |  |  |  |  |  |  |  |  |  |  |  |  |  |  |  |  |
|                                             |                                             |                                             |                                             |                                             |                                             |                                         |                                         |                                         |                                         | Alfons VIII van Castilië (1155-1214) | Alfons VIII van Castilië (1155-1214) | Alfons VIII van Castilië (1155-1214) | Alfons VIII van Castilië (1155-1214) | Alfons VIII van Castilië (1155-1214)  | Alfons VIII van Castilië (1155-1214)  |                                       |                                       |                                       |                                       |                                   |                                   |                                   |                                   |                                    |                                    |                                    |                                    |                                    |                                    |                                  |                                  |                                     |                                     |                                       |                                       |                                       |                                       | Eleonora van Engeland (1162-1214)     | Eleonora van Engeland (1162-1214)     | Eleonora van Engeland (1162-1214)  | Eleonora van Engeland (1162-1214)  | Eleonora van Engeland (1162-1214)  | Eleonora van Engeland (1162-1214)  |                                       |                                       |                                       |                                       |                                         |                                         |                                         |                                         |                                         |                                         |  |  |  |  |  |  |  |  |  |  |  |  |  |  |  |  |  |  |  |  |  |  |  |  |  |  |  |  |  |  |  |  |  |  |  |  |  |  |  |  |  |  |  |  |  |  |  |  |
|                                             |                                             |                                             |                                             |                                             |                                             |                                         |                                         |                                         |                                         | Alfons VIII van Castilië (1155-1214) | Alfons VIII van Castilië (1155-1214) | Alfons VIII van Castilië (1155-1214) | Alfons VIII van Castilië (1155-1214) | Alfons VIII van Castilië (1155-1214)  | Alfons VIII van Castilië (1155-1214)  |                                       |                                       |                                       |                                       |                                   |                                   |                                   |                                   |                                    |                                    |                                    |                                    |                                    |                                    |                                  |                                  |                                     |                                     |                                       |                                       |                                       |                                       | Eleonora van Engeland (1162-1214)     | Eleonora van Engeland (1162-1214)     | Eleonora van Engeland (1162-1214)  | Eleonora van Engeland (1162-1214)  | Eleonora van Engeland (1162-1214)  | Eleonora van Engeland (1162-1214)  |                                       |                                       |                                       |                                       |                                         |                                         |                                         |                                         |                                         |                                         |  |  |  |  |  |  |  |  |  |  |  |  |  |  |  |  |  |  |  |  |  |  |  |  |  |  |  |  |  |  |  |  |  |  |  |  |  |  |  |  |  |  |  |  |  |  |  |  |
|                                             |                                             |                                             |                                             |                                             |                                             |                                         |                                         |                                         |                                         |                                      |                                      |                                      |                                      |                                       |                                       |                                       |                                       |                                       |                                       |                                   |                                   |                                   |                                   |                                    |                                    |                                    |                                    |                                    |                                    |                                  |                                  |                                     |                                     |                                       |                                       |                                       |                                       |                                       |                                       |                                    |                                    |                                    |                                    |                                       |                                       |                                       |                                       |                                         |                                         |                                         |                                         |                                         |                                         |  |  |  |  |  |  |  |  |  |  |  |  |  |  |  |  |  |  |  |  |  |  |  |  |  |  |  |  |  |  |  |  |  |  |  |  |  |  |  |  |  |  |  |  |  |  |  |  |
|                                             |                                             |                                             |                                             |                                             |                                             |                                         |                                         |                                         |                                         |                                      |                                      |                                      |                                      |                                       |                                       |                                       |                                       |                                       |                                       |                                   |                                   |                                   |                                   |                                    |                                    |                                    |                                    |                                    |                                    |                                  |                                  |                                     |                                     |                                       |                                       |                                       |                                       |                                       |                                       |                                    |                                    |                                    |                                    |                                       |                                       |                                       |                                       |                                         |                                         |                                         |                                         |                                         |                                         |  |  |  |  |  |  |  |  |  |  |  |  |  |  |  |  |  |  |  |  |  |  |  |  |  |  |  |  |  |  |  |  |  |  |  |  |  |  |  |  |  |  |  |  |  |  |  |  |
| Berenguela van Castilië (1180-1246)         | Berenguela van Castilië (1180-1246)         | Berenguela van Castilië (1180-1246)         | Berenguela van Castilië (1180-1246)         | Berenguela van Castilië (1180-1246)         | Berenguela van Castilië (1180-1246)         |                                         |                                         | Urraca van Castilië (1186-1220)         | Urraca van Castilië (1186-1220)         | Urraca van Castilië (1186-1220)      | Urraca van Castilië (1186-1220)      | Urraca van Castilië (1186-1220)      | Urraca van Castilië (1186-1220)      |                                       |                                       | Blanca van Castilië (1188-1252)       | Blanca van Castilië (1188-1252)       | Blanca van Castilië (1188-1252)       | Blanca van Castilië (1188-1252)       | Blanca van Castilië (1188-1252)   | Blanca van Castilië (1188-1252)   |                                   |                                   | Ferdinand van Castilië (1189-1211) | Ferdinand van Castilië (1189-1211) | Ferdinand van Castilië (1189-1211) | Ferdinand van Castilië (1189-1211) | Ferdinand van Castilië (1189-1211) | Ferdinand van Castilië (1189-1211) |                                  |                                  | Eleonora van Castilië (1202-1244)   | Eleonora van Castilië (1202-1244)   | Eleonora van Castilië (1202-1244)     | Eleonora van Castilië (1202-1244)     | Eleonora van Castilië (1202-1244)     | Eleonora van Castilië (1202-1244)     |                                       |                                       | Hendrik I van Castilië (1204-1217) | Hendrik I van Castilië (1204-1217) | Hendrik I van Castilië (1204-1217) | Hendrik I van Castilië (1204-1217) | Hendrik I van Castilië (1204-1217)    | Hendrik I van Castilië (1204-1217)    |                                       |                                       | ... + 2 broers en 4 zusters             | ... + 2 broers en 4 zusters             | ... + 2 broers en 4 zusters             | ... + 2 broers en 4 zusters             | ... + 2 broers en 4 zusters             | ... + 2 broers en 4 zusters             |  |  |  |  |  |  |  |  |  |  |  |  |  |  |  |  |  |  |  |  |  |  |  |  |  |  |  |  |  |  |  |  |  |  |  |  |  |  |  |  |  |  |  |  |  |  |  |  |

- Bibsys: 98079082
- Biblioteca Nacional de Chile: 000575877
- Biblioteca Nacional de España: XX858233
- Bibliothèque nationale de France: cb119526977 (data)
- Catàleg d'autoritats de noms i títols de Catalunya: 981058614904306706
- Gemeinsame Normdatei: 118663739
- International Standard Name Identifier: 0000 0003 9890 8027
- Library of Congress Control Number: n50082045
- MusicBrainz: bf0fb4a2-b51c-43b5-a0e0-5ba0d2ac002c
- Nationale Bibliotheek van Tsjechië: xx0088371
- Nationale Bibliotheek van Israël: 987007258705805171
- Nationale Bibliotheek van Polen: a0000001214744
- Nederlandse Thesaurus van Auteursnamen: 07017346X
- LIBRIS: 402303
- SNAC: w64c0w86
- Système universitaire de documentation: 02750106X
- Virtual International Authority File: 38163723
- WorldCat: E39PBJx4qHDvYDxFMpvG7Bk7HC